# Rudolf Kotormány
Rudolf Kotormány (23 de janeiro de 1911 - 2 de agosto de 1983) foi um futebolista romeno que competiu na Copa do Mundo FIFA de 1934.